# Alfa Romeo MiTo
Alfa Romeo MiTo (type 955) er en tredørs minibil fra det italienske bilmærke Alfa Romeo baseret på Fiat Grande Punto. Modellen blev introduceret for pressen i foråret 2008 og for offentligheden på British International Motor Show i London i sommeren 2008.
Navnet MiTo er en sammensætning af nummerpladebogstaverne for byerne Milano og Torino. Det første er det oprindelige hovedsæde for Alfa Romeo, og det andet er sædet for det nuværende moderselskab Fiat og bilens produktionssted. Som italiensk ord betyder de fire bogstaver myte.

## Karakteristika
Designet på MiTo er inspireret af Alfa Romeo 8C Competizione. Ligesom normalt med en coupé har dørene rammeløse sideruder. Drivlinjen er forsynet med elektronisk differentialespærre, hos Alfa Romeo kaldet Q2. Med en udvendig længde på mere end fire meter hører MiTo til de største biler i sin klasse.
Et teknisk særkende for MiTo er det standardmonterede DNA-system (Dynamic – Normal – All Weather), som med en tretrins kontakt på midterkonsollen muliggør regulering af køreegenskaberne, differentialespærren, bremserne, styringen og motoren.
I starten fandtes modellen med to benzinmotorer og én dieselmotor, alle kombineret med en sekstrins manuel gearkasse. Senere blev en femtrins gearkasse og en mindre dieselmotor tilføjet modelprogrammet og senest den lille to-cylindrede TwinAir benzinmotor kendt fra Fiat 500.
I efteråret 2009 blev MiTo den første serieproducerede bil med elektro-hydraulisk ventilstyring.  Systemet kaldet MultiAir styrer selektivt hver enkelt ventil og muliggør større effekt og drejningsmoment med lavere forbrug og færre emissioner. Den stærkeste udgave af motoren yder i topmodellen Quadrifoglio Verde med elektronisk regulerede støddæmpere 125 kW (170 hk). MultiAir er kombineret med start/stop-system. Siden starten af 2011 har også begge dieselmotorerne start/stop-system.
I 2010 introduceredes en dobbeltkoblingsgearkasse, hos Alfa Romeo kaldet TCT (Twin Clutch Transmission) med betjening via skiftepaler ved rattet.

## Motorer

### Benzinmotorer
| Model                | Cylindre | Slagvolume cm³ | Max. effekt kW (hk) / omdr. | Max. drejningsmoment Nm / omdr. | 0-100 km/t sek. | Topfart km/t | Byggeår          |
| -------------------- | -------- | -------------- | --------------------------- | ------------------------------- | --------------- | ------------ | ---------------- |
| 0.9 8V TwinAir Turbo | 2        | 875            | 62 (84) / 6000              | 145 / 2000                      | 12,5            | 174          | 5/2012 −         |
| 1.4 8V               | 4        | 1368           | 51 (69) / 6000              | 115 / 3000                      | 14,0            | 160          | 5/2012 −         |
| 1.4 8V               | 4        | 1368           | 58 (79) / 6000              | 115 / 3250                      | 13,0            | 165          | 4/2011 −         |
| 1.4 16V              | 4        | 1368           | 58 (79) / 5750              | 120 / 4000                      | 12,3            | 165          | 3/2009 − 4/2011  |
| 1.4 16V              | 4        | 1368           | 70 (95) / 6000              | 126 / 4500                      | 12,1            | 180          | 8/2008 − 4/2011  |
| 1.4 16V MultiAir     | 4        | 1368           | 77 (105) / 6500             | 130 / 4000                      | 10,7            | 187          | 4/2011 −         |
| 1.4 TB 16V           | 4        | 1368           | 88 (120) / 5000             | 206 / 1750                      | 8,8             | 198          | 1/2009 − 9/2009  |
| 1.4 TB 16V MultiAir  | 4        | 1368           | 99 (135) / 5000             | 180 / 1750 (206 / 1750)         | 8,4¹            | 207          | 9/2009 −         |
| 1.4 TB 16V           | 4        | 1368           | 114 (155) / 5500            | 201 / 5000 (230 / 3000)         | 8,0             | 215          | 8/2008 − 10/2010 |
| 1.4 TB 16V MultiAir  | 4        | 1368           | 125 (170) / 5500            | 230 / 2250 (250 / 2500)         | 7,5             | 219          | 11/2009 −        |

- Værdierne for drejningsmoment i parentes gælder ved DNA-indstilling Dynamic.

¹ Med dobbeltkoblingsgearkasse: 8,2 sek.

### Dieselmotorer
| Model             | Cylindre | Slagvolume cm³ | Max. effekt kW (hk) / omdr. | Max. drejningsmoment Nm / omdr. | 0-100 km/t sek. | Topfart km/t | Byggeår          |
| ----------------- | -------- | -------------- | --------------------------- | ------------------------------- | --------------- | ------------ | ---------------- |
| 1.3 JTDM 16V Eco² | 4        | 1248           | 62 (84) / 3500              | 200 / 1500                      | 12,9            | 174          | 5/2012 −         |
| 1.3 JTDM 16V      | 4        | 1248           | 66 (90) / 4000              | 200 / 2000                      | 12,0            | 178          | 1/2009 − 11/2009 |
| 1.3 JTDM 16V      | 4        | 1248           | 70 (95) / 4000              | 180 / 1500 (200 / 1500)         | 11,6            | 180          | 11/2009 −        |
| 1.6 JTDM 16V      | 4        | 1598           | 85 (115) / 4000             | 260 / 1500 (300 / 1500)         | 9,9             | 198          | 8/2008 −         |
| 1.6 JTDM 16V      | 4        | 1598           | 88 (120) / 3750             | 280 / 1500 (320 / 1750)         | 9,9             | 198          | 8/2008 −         |

- Værdierne for drejningsmoment i parentes gælder ved DNA-indstilling Dynamic.